# Che c'entriamo noi con la rivoluzione?
Che c'entriamo noi con la rivoluzione? é um filme de 1972, género faroeste, dirigido por Sergio Corbucci.
É o último filme da trilogia iniciada por Corbucci com Il mercenario, em 1968, e continuada com Vamos a matar, compañeros, de 1970, dedicada à Revolução Mexicana.[carece de fontes?]

## Sinopse
Guido Guidi (Vittorio Gassman) é um ator em turnê pelo México, que faz amizade com o padre Albino (Paolo Villaggio) e acaba envolvido na revolução.

## Elenco
- Vittorio Gassman: Cav. Guido Guidi
- Paolo Villaggio: Don Albino Moncalieri
- Eduardo Fajardo: Colonnello Herrero
- Riccardo Garrone: Peppino Garibaldi
- Leo Anchóriz: Carrasco